# Marcipán

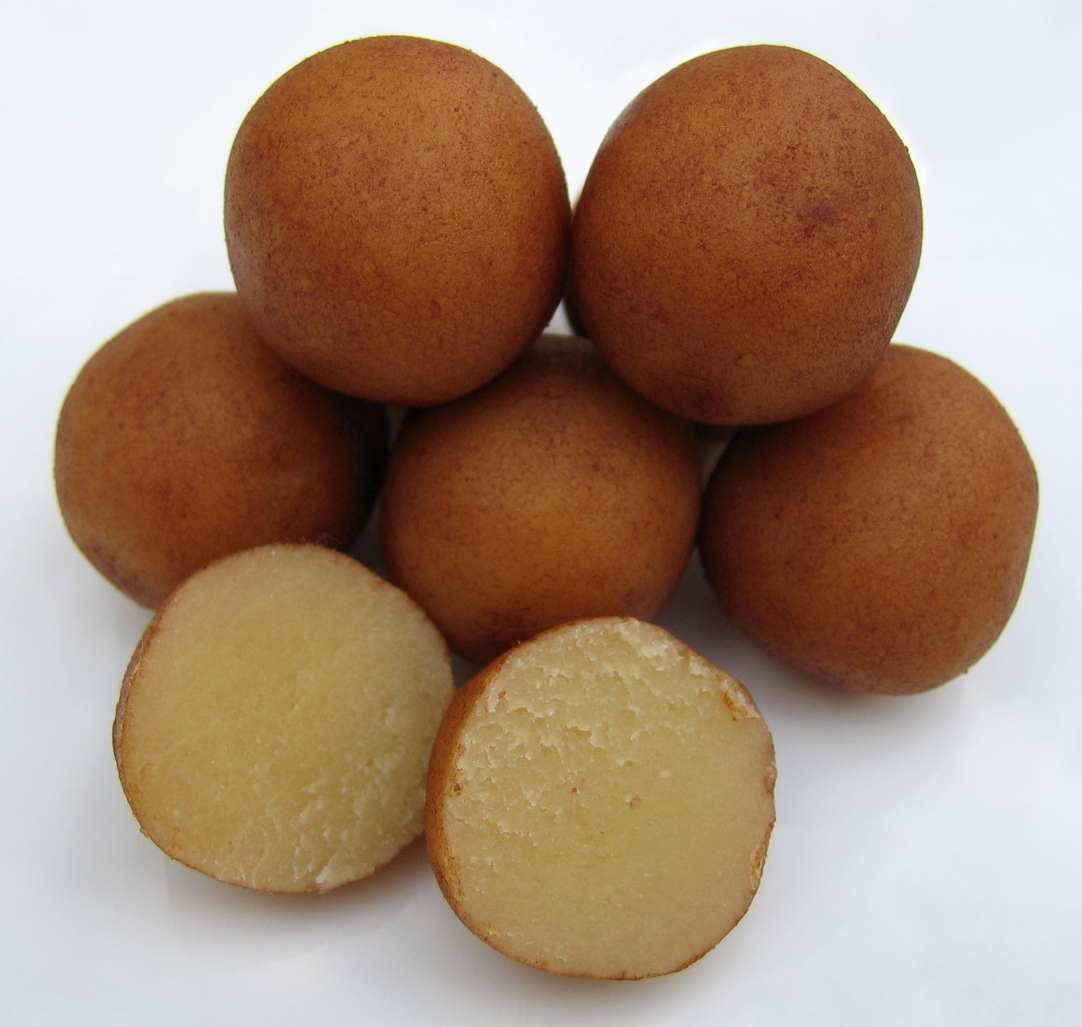
Lübecki marcipánkrumpli

A marcipán cukrászipari alapanyag, általában egy rész blansírozott, hámozott édes mandulából és egy rész őrölt cukorból vízzel sziruposra főzött massza. Pár szem keserűmandula hozzáadásával pedig létrejön a marcipán sajátos íze. A marcipán massza lehet egyszeres, kétszeres, háromszoros, ahol ez a jelző a mandula és a cukor arányát jelenti. Az egyszeres marcipánban fele-fele a mandula és a cukor aránya. Minél nagyobb a szám, annál több benne a cukor. Ősét már az ókorban a perzsák is ismerték, ez az ősi marcipán azonban még mandulával és mézzel dúsított olívaolajból készült, pár csepp rózsaolajjal illatosítva. A keresztes háborúk idején lovagokon és kereskedőkön keresztül eljutott Spanyolországba, Portugáliába, Velencébe, ahol eleinte csak az uralkodók asztalán volt megtalálható, mert az elkészítéséhez még nem volt elegendő cukor. Miután Kolumbusz Kristóf felfedezte Amerikát, az Újvilág terményei átkerültek Európába is, köztük a cukornád is. Ennek következtében az európai cukrászat fellendült, s vele a marcipángyártás is. Marcipánt eleinte csak patikában lehetett kapni. A marcipán neve legnagyobb valószínűséggel a spanyolországi al-Andalus területén beszélt arab nyelvből származik a középkorból, amikor még a félsziget középső és déli részén több kultúra és népcsoport élt együtt. Az őrölt mandula cukorral és százlevelű rózsa olajával összedolgozva már a középkorban is az ínyencek kedvence volt, és a marcipánnak kezdetben szexuális serkentő hatást is tulajdonítottak. A cukor drága volt, ezért elsősorban a királyi asztalok kedvelt nyalánkságának számított a marcipán. A Lübeckből származó világhírű német író, Thomas Mann egyik novellájában „a háremek csemegéje” néven említette a marcipánt.

## A marcipán legendái
Amikor 1347–1353 között a legnagyobb európai pestisjárvány tombolt, és Európa lakosságának egyharmadát elpusztította, létfontosságúvá vált, hogy olyan új élelmiszereket találjanak ki, amelyek nem romlanak könnyen, és sokáig eltarthatók. Egy legenda szerint Milánóban egy Márton nevű pék próbálkozásának eredménye volt az olajos magvakból gyúrt mézes pogácsa, és innen ered a marcipán elnevezés (marci-panis, panis martius), ami tehát azt jelenti, „Márton kenyere” (németül Markusbrot).
Mások szerint a marcipán (marzapane, vagyis mézeskalács) olasz közvetítéssel került Európába, valószínűleg Törökországból, Iránból vagy Irakból, ahol a marcipán őse a háremhölgyek csemegéje, egy keleti fűszerekkel ízesített édességféle volt.
A világhírű lübecki marcipán legendája szerint 1402-ben Lübeckben nagy éhínség pusztított, mert ellenséges erők kerítették be a várost, s már minden élelem elfogyott. Ekkor egy mandulával megrakott görög teherszállító vitorlás futott be a lübecki kikötőbe, ahol azonban kiderült, hogy a mandulát megrendelő kereskedő tönkrement, és a szállítmánynak nincs gazdája. Az ezután elárverezett mandulát egy helyi cukrász vásárolta meg. A mandulát megőrölte, összekeverte cukorral és rózsavízzel, hozzákevert tojássárgáját, a masszából golyócskákat formázott, és árusítani kezdte. Így indult el a világhír felé a lübecki marcipán, ami nem sült vagy pirított marcipán. Általában cipó alakba formálva, csokoládéval bevonva készül. Thomas Mann író viszont, aki Lübeck világhírű szülötte, arról írt, hogy a „gyomrot terhelő”" marcipán, „a hárem szülötte” és a receptje nyilvánvalóan Velencéből került a lübecki Niederegger kezébe. Az ismertebb lübecki marcipánnak nagy vetélytársa a königsbergi marcipán. A königsbergi marcipánt enyhén pörkölik, hogy a mandulában lévő fehérje gyorsabban felbomoljon, ami által a massza egységesebb állagú lesz. A königsbergi marcipánt többnyire szív alakúra formálják, és nagy lángon hirtelen hevítik, amitől kissé megbarnul.
Egy olasz eredetet bizonygató legenda szerint Velence védőszentjének, Szent Márknak a nevéből származik a marcipán elnevezés. Eszerint az 1400-as években egy Badrut nevű velencei cukrászmester Mária nevű leánykája, az apja műhelyében játszadozva a mézbe tört mandulát kevert, majd az így keletkezett gyurmát forró tepsiben kiszárította. Apja megkóstolta a játékból készített édességet, és olyan jóízűnek találta, hogy ebből kezdte készíteni a Velencében közkedvelt szentelt gyertyákat, cirádákkal ékesítve. A legenda szerint első ízben a Szent Márk székesegyház előtti téren, a város védőszentjének ünnepén árusította a mandulából és mézből készült finomságot, ezért lett Szent Márkról elnevezve: Marci panis azaz „Szent Márk kenyere”. A szinte szobrászművészi igényességgel elkészített marcipángyertyákat a templomokban osztogatták a hívőknek, hogy megóvja őket a rossztól. Az ördögűző édességből az Aragóniai Beatrix kíséretében Magyarországra települő talján szakácsok Mátyás király házassága után az első újévi ünnepi ebéden, a 8. fogást – ami fehér és barna kockás marcipán sakktábla volt – mandulatejből és cukorból készítették.
Az első magyar nyelvű leírás a marcipán készítéséről Bornemisza Anna 1680-ból származó szakácskönyvében található.

## A marcipán készítése

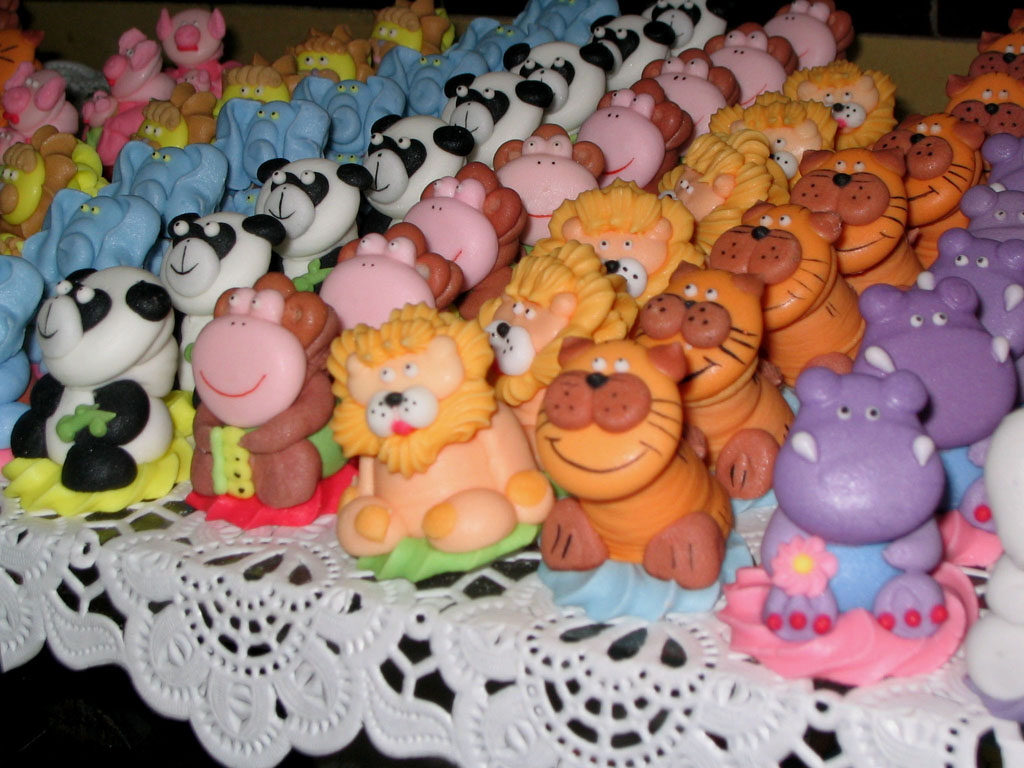
Marcipánfigurák

Ma a cukrászok a marcipánt mandulabélből, porcukorból és vízből készítik. A cukrot a vízzel sziruposra főzik, és – kissé lehűtve – elegyítik a cukros mandulával, majd a kapott masszát simára gyúrják. A marcipán jellegzetes ízét úgy alakítják ki, hogy 100 szem édes mandulához 5 szem keserűmandulát adnak. A mandulát leforrázzák, majd hideg vízbe engedik, hogy a héja fellazuljon, héjtalanítják, és a válogatott mandula-szemeket kristálycukorral 1:1 arányban két gránithenger között "durván" összehengerlik, ügyelve a szemcsefinomságra, mert a túl finom aprítás hátránya, hogy túlságosan sok mandulasejt szakad fel és túl sok mandulaolaj ömlik ki a sejtekből. Addig ismétlik ezt a folyamatot, míg egynemű anyagot nem kapnak. A marcipánmasszát ezután különféle aromákkal (rózsaolaj, gyümölcslekvár, keserűmandula, rum stb.) és színezőanyagokkal lehet ízesíteni és színezni. A marcipánfigurák elkészítéséhez présgépet (préselt figura), illetve szilikonformákat (kézzel készített figurákat) használnak. A marcipánmassza színezéséhez az ételfestéket erős, 96%-os alkoholban oldják fel, és sűrű színes oldatot készítenek, majd a masszával alaposan összegyúrják.
A „toledói marcipán” készítéséhez használt mandula édes, hántolt, minimális zsírtartalma 50%, készülhet répacukorral, nádcukorral, mézzel, glukózzal, szacharinfélékkel vagy egyéb természetes eredetű cukorfajtával.

## Marcipánfélék, összetétel szerint

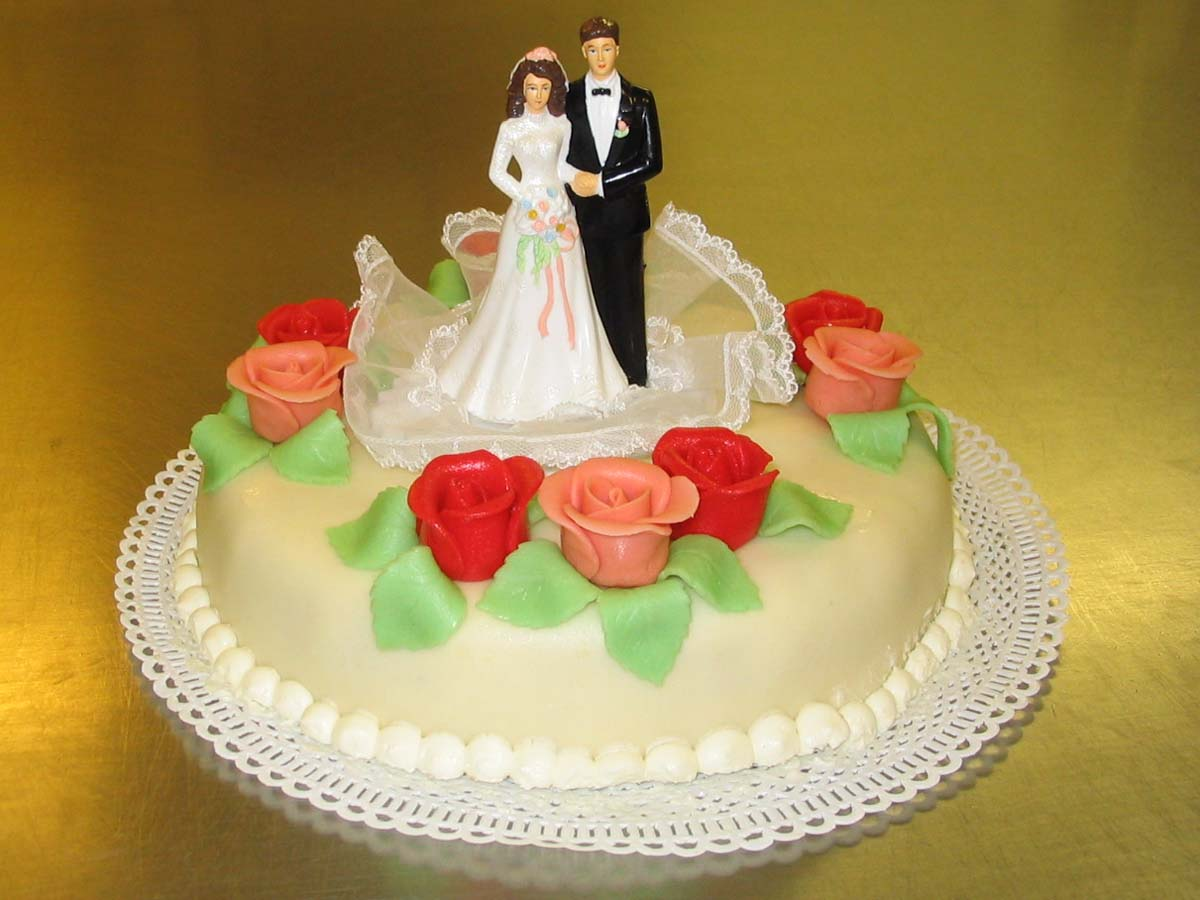
Marcipánból készült esküvői torta

- Félszeres marcipán – a félszeres marcipán, illetve a félszeres marcipánjellegű termék egy tömegrész légszáraz olajosmagbél és fél tömegrész cukor (a glükózszirup szárazanyagot is számításba véve) felhasználásával készül.
- Egyszeres marcipán – az egyszeres marcipán egy tömegrész légszáraz olajosmagbél és egy tömegrész cukor felhasználásával készül.
- Másfélszeres marcipán – a másfélszeres marcipán egy tömegrész légszáraz olajosmagbél és másfél tömegrész cukor felhasználásával készül.
- Kétszeres marcipán – a kétszeres marcipán egy tömegrész légszáraz olajosmagbél és két tömegrész cukor felhasználásával készül.
- Háromszoros marcipán – a háromszoros marcipán egy tömegrész légszáraz olajosmagbél és három tömegrész cukor felhasználásával készül.

## Nem mandula alapanyagú marcipánfélék
- Barackmagmarcipán (Percipán) – a barackmagmarcipán hámozott, kesertelenített barackmagbélből, cukorból, esetleg glükózszirupból, adalékanyagok hozzáadásával, aprítással és hőkezeléssel készült, egyneműsített termék.
- Diómarcipán – a diómarcipán dióbélből, cukorból, esetleg glükózszirupból, adalékanyagok hozzáadásával, aprítással és hőkezeléssel készült, egyneműsített termék.
- Mogyorómarcipán – a mogyorómarcipán pörkölt, magbélhéjától megfosztott mogyoróbélből, cukorból, esetleg glükózszirupból adalékanyagok hozzáadásával, aprítással és hőkezeléssel készült, egyneműsített termék.
- Kókuszmarcipán – a kókuszmarcipán légszáraz kókuszreszelék, cukor, esetleg glükózszirup felhasználásával, adalékanyagok hozzáadásával, aprítással és hőkezeléssel készült, egyneműsített termék.

## Híres marcipántermékek

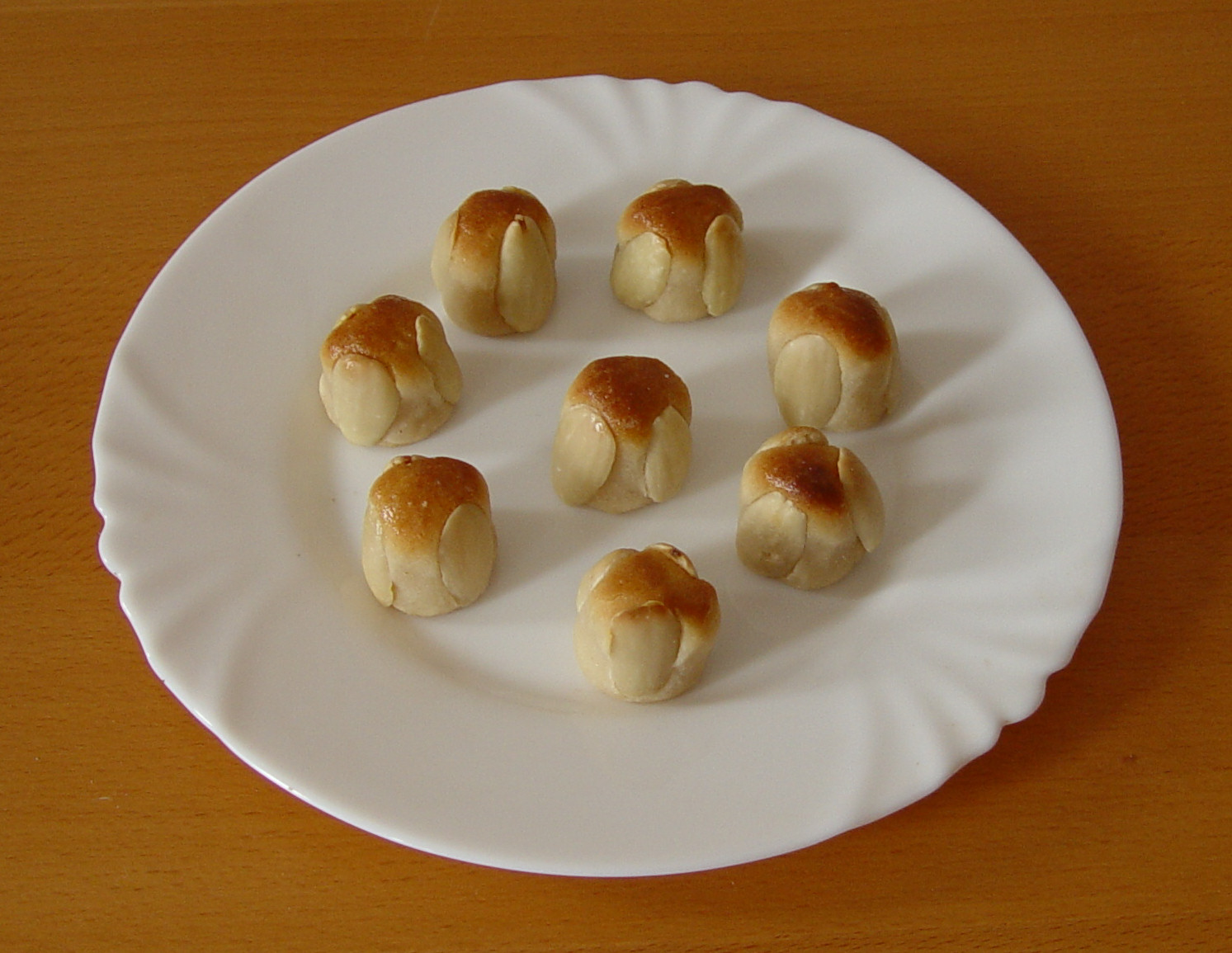
Frankfurti Bethmännchen marcipánsütemény

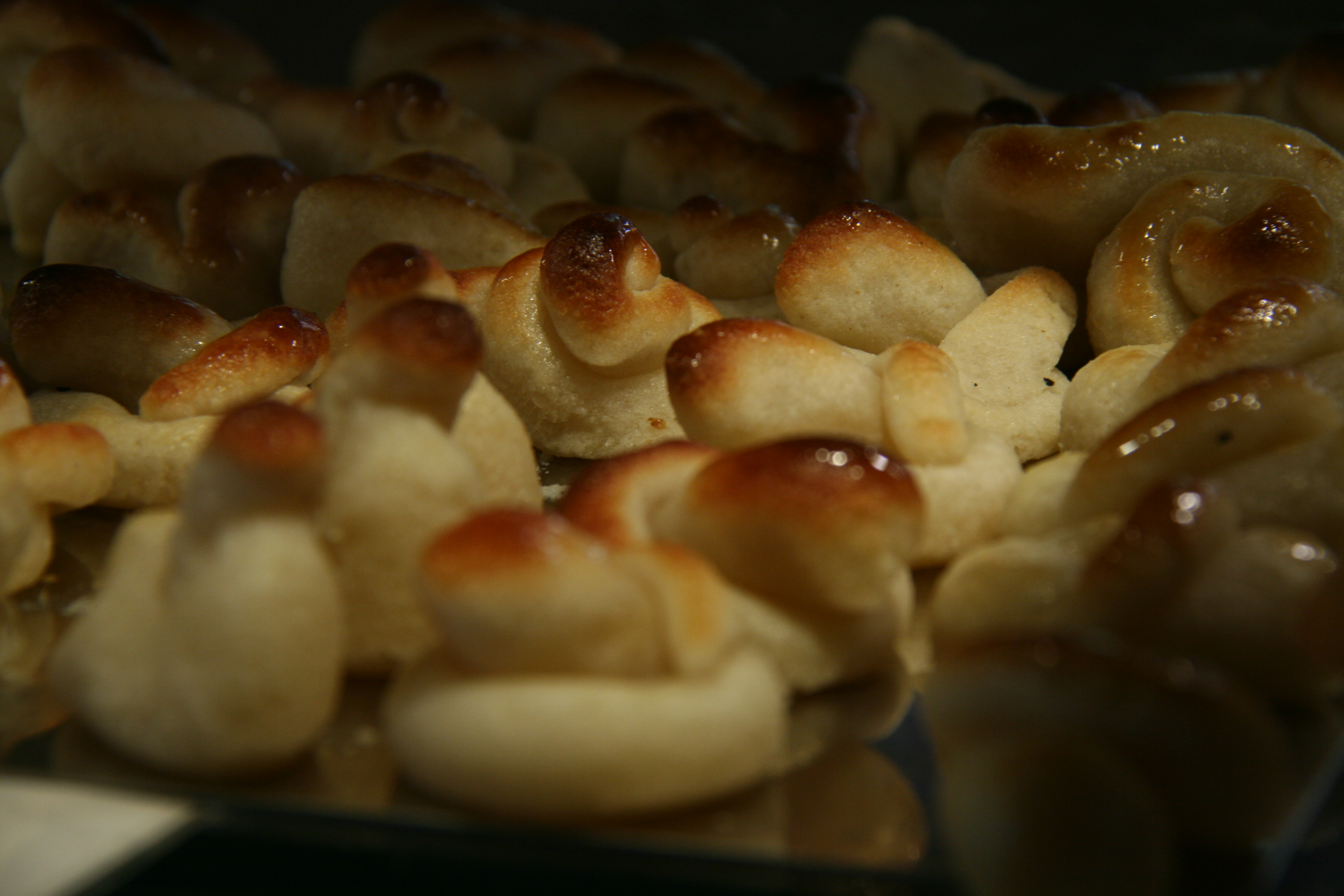
Mazapán de Toledo

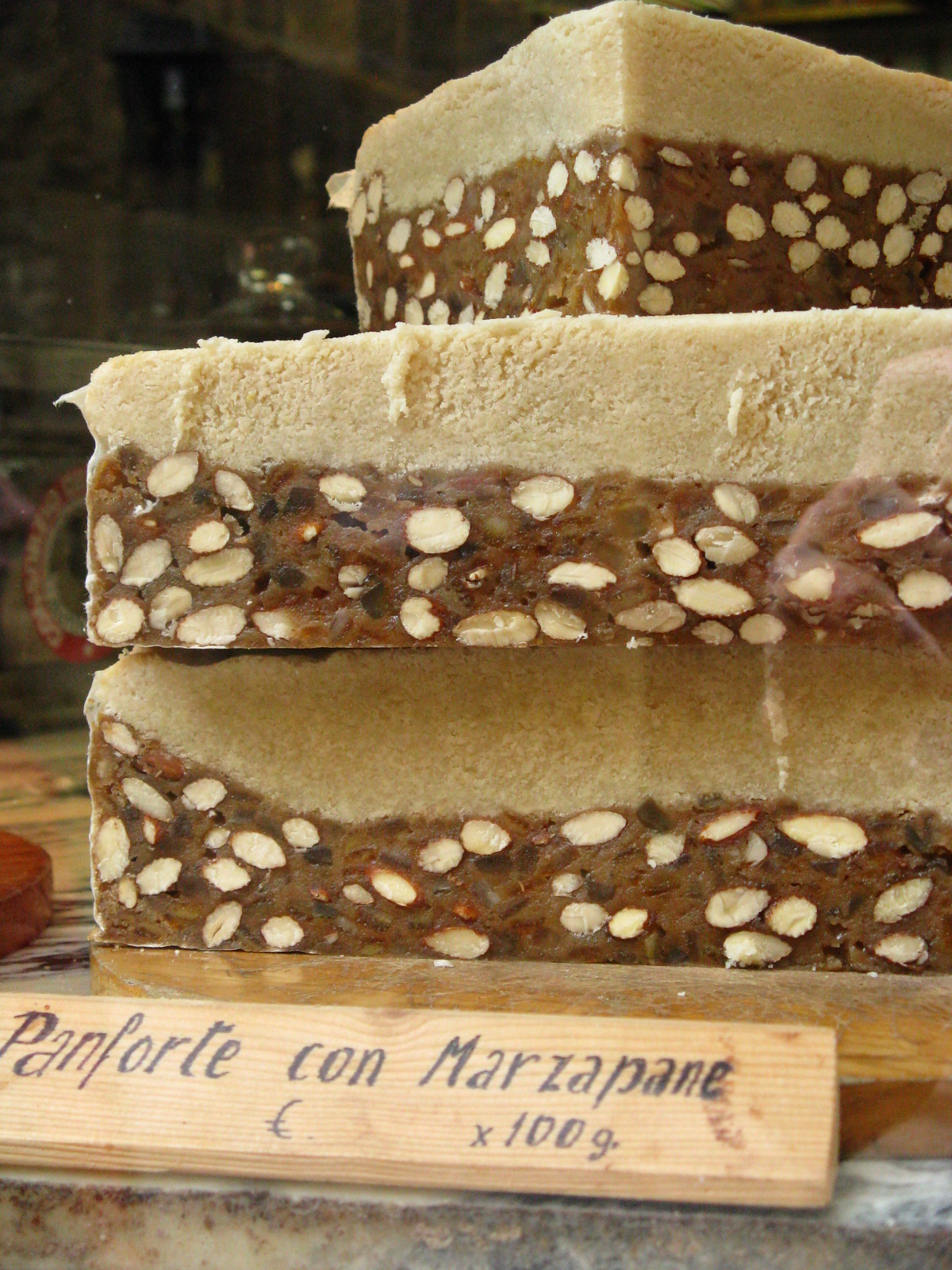
Marcipános Panforte

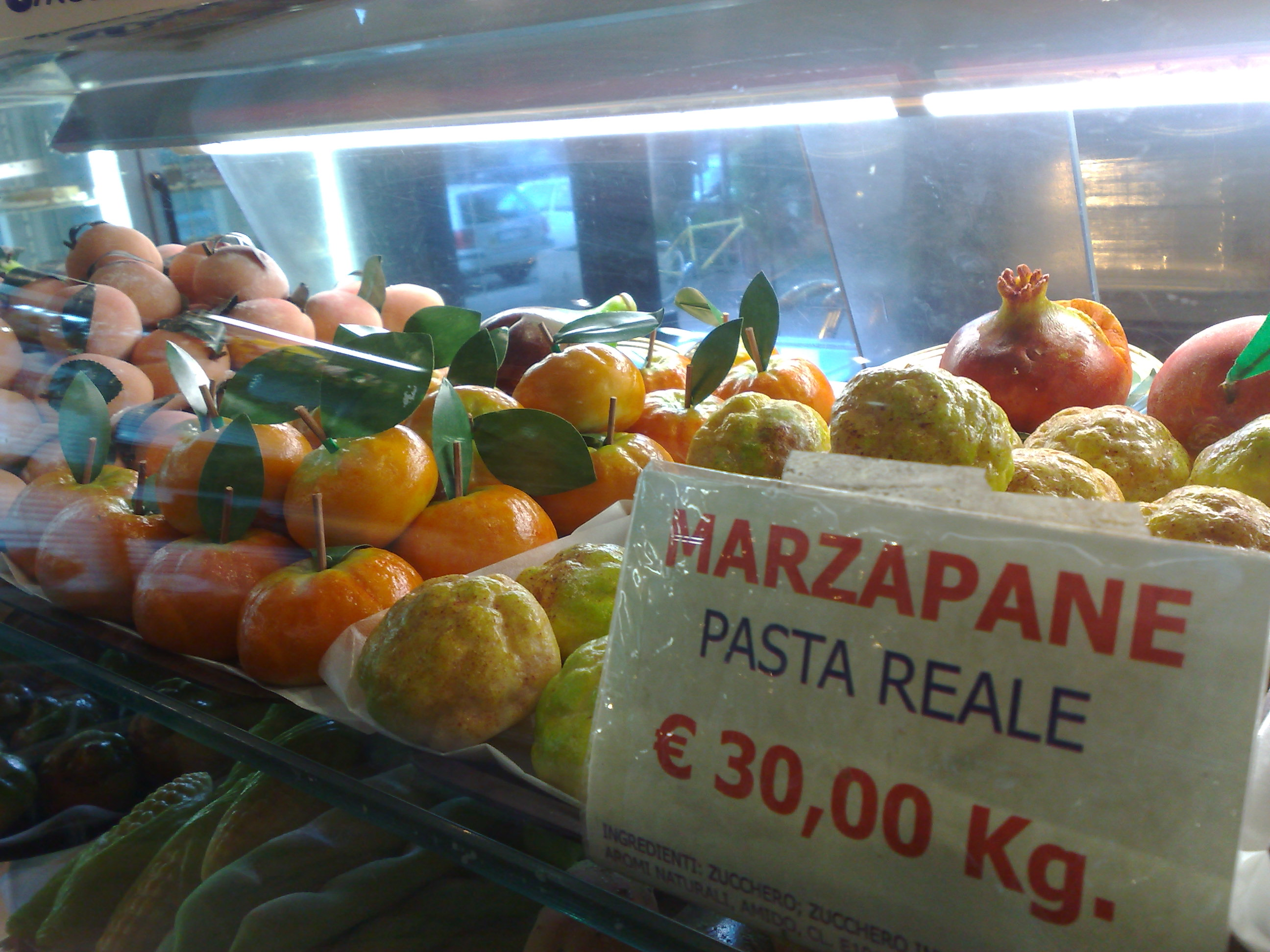
Frutta di Martorana

- Mozartkugel – az eredeti Original Salzburger Mozartkugeln Fürst-féle Mozartkugel. A Mozartkugel golyó egy pisztácia-marcipán keverék, nugátkrémmel beburkolva, csokoládémázzal.
- Frutta di Martorana – tradicionális szicíliai édesség, művészi tökéllyel megformázott marcipán gyümölcsök minden formában és ízben. Az édesség neve egy palermói apácakolostor nevéből származik, amelyet a 12. század végén Eloisia Martorana alapított. A kolostorban élő apácák még az arab uralom idején elsajátították a marcipán készítésének módját, s ezt a titkot generációról generációra továbbadták. 1308-ban V. Kelemen pápa látogatásának a tiszteletére az apácák feldíszítettek egy fát marcipánból készített gyümölcsökkel.
- Mazapán de Toledo – Spanyolországban már hatalmas mandulaligetek voltak, amikor a hódító mórok odaérkeztek, de a marcipán másik alapanyaga, a cukor még hiányzott. 50 év sem telt el a mór hódítás után, és Dél-Spanyolországban már itt is, ott is cukornádültetvények jelentek meg. A 11. századra toledói gasztronómiai specialitássá vált a marcipán. Az első fellelhető „marcipán” receptet Ruperto de Nola szakács jegyezte fel Toledóban, 1525-ben spanyol nyelven a „Libro de guisados, manjares y potajes” (Főtt ételek, étkek és főzelékek könyve) című művében, amelyet V. Károly császár egyik látogatásának a tiszteletére adtak ki. III. Fülöp király rendeletére 1615-ben megalakították a Toledói Cukrászok Céhét. A rendelet tizedik, marcipánról szóló bekezdése kimondja: „az itt készített marcipán készüljön valenciai mandulából és fehér cukorból, ne másképpen, mert aki másképp készítené, azt kötelezzék ezer maravédi megfizetésére”.
- Lübecki marcipán – az 1806-ban alapított és azóta megszakítás nélkül prosperáló Niederegger cég nevéhez kötődik. A cég és a termék sajátossága, hogy a marcipánkészítés művészetét sikeresen ötvözte a csokoládégyártással és a kettő egyesítéséből Lübeckben született meg az híres marcipános csokoládé. A lübecki városházával szemközt lévő Café Niedereggerben külön marcipán-szalont is kialakítottak és a kóstoló mellett a marcipán-készítés rejtelmeibe is beavatják a vendégeket.
- Königsbergi marcipán – a königsbergi marcipán eltért az ugyancsak Hanza város Lübecki marcipántól, az alacsonyabb cukortartalom, a különleges formája és sütési módja miatt. Az első marcipán gyárat 1809-ben alapították Königsbergben. Híressé vált a Cafe Schwermer márka.
- Frankfurti Bethmännchen marcipánsütemény – a tradicionális marcipános aprósüteményt rózsavízzel ízesítik és három mandulával díszítik. Neve egy híres frankfurti bankárcsaládtól származik. A gasztronómiai ínyencség egy párizsi cukrász, Jean Jacques Gautenier konyhájából került ki, aki munkaadóját, Simon Moritz von Bethmann bankárt akarta elkápráztatni alkotásával. Amikor 1838-ban a francia szakács, Jean Jacques Gautenier elkészítette Simon Moritz von Bethmannak az első marcipános süteményt, akkor még négy fia (Moritz, Karl, Alexander és Heinrich) élt a bankárnak. Három kis Bethmann fiúra utal a három mandula, mivel 1845-ben Bethmann úr egyik fia, Heinrich meghalt és azóta csak három mandula díszíti az édességet. Egy szóbeszéd szerint Napóleon ottjártakor a Bethmann-házban szállt meg, és ő nevezte el a süteményt „kis Bethmannoknak”.
- Marcipános stollen – Németország egyes vidékein a hagyományos adventi, karácsonyi süteménynek a Stollen-nek a közepébe, marcipán masszából formált rudat tesznek.
- Raeaptek – Tallinn középkori negyedének piacterén álló Raeapteek a világ egyik legöregebb patikája, mely 1422-ben nyitotta meg kapuit. A középkor óta készítenek és árulnak itt egy különleges titkos recept alapján készített mágikus marcipánt a szerelmi bánat enyhítésére. 1422-ben egy német orvos, Johan Molner alapította, majd 1580-ban egy magyar orvos, Johann Burchart Belavary de Sykava vette át, és a következő 300 évben a Burchart család működtette az üzletet.
- Szabó marcipán – Szabó Marcipán Múzeum
- Szamos marcipán